# Niedziela Słowa Bożego
Niedziela Słowa Bożego – święto celebrowane w całym Kościele katolickim w trzecią niedzielę zwykłą roku liturgicznego ustanowione przez papieża Franciszka w 2019 r. 
W liście apostolskim w formie motu proprio „Aperuit illis” z dnia 30 września 2019 r. papież Franciszek zdecydował, aby trzecia niedziela zwykła roku liturgicznego była obchodzona jako Niedziela Słowa Bożego. Intencją Ojca świętego było by ta niedziela została poświęcona uroczystym rozważaniom Słowa Bożego, zadumie nad jego sensem oraz jego popularyzacją. Notę sygnowaną przez kard. Roberta Saraha zawierającą wytyczne dotyczące sposobu świętowania Niedzieli Słowa Bożego Kongregacja Kultu Bożego i Dyscypliny Sakramentów wydała 17 grudnia 2020 r. 
Pierwsza Niedziela Słowa Bożego przypadła na 26 stycznia 2020 r. 
W następnym roku celebrowana była 24 stycznia 2021 r. W dniu 23 stycznia 2022 r. obchodzono Niedzielę Słowa Bożego po raz trzeci.